# Gareth Southgate
Gareth Southgate (Watford, 3. rujna 1970.) engleski je nogometni trener, bivši nogometaš, nacionalni reprezentativac i bivši izbornik engleske nogometne reprezentacije. 
Nakon igračkog umirovljenja, Southgate je tri godine bio trener Middlesbrougha dok je jedno razdoblje bio zaposlen u engleskom nogometnom savezu kao voditelj odjela za razvoj kvalitetnih mladih igrača. Ondje je radio zajedno sa sir Trevorom Brookingom.

## Klupska karijera
Southgate je rođen u Watfordu te je nogomet počeo igrati u Crystal Palaceu na poziciji središnjeg veznog. U klubu je bio kapetan te je s njime 1994. godine osvojio drugu ligu. Crystal Palace se time automatski kvalificirao u Premier ligu ali je odmah nakon jedne sezone ispao u niži rang. Zbog toga je Southgate napustio klub te je potpisao za Aston Villu koja ga je kupila za 2,5 milijuna GBP.
U novom klubu Gareth Southgate je premješten na poziciju središnjeg braniča te je bio važna karika Astonove jake obrane. S momčadi je u svojoj debitantskoj sezoni osvojio Liga kup te se plasirao u Kup UEFA. Nakon pet godina u klubu, Southgate je prije početka EURA 2000. zahtijevao da ga se stavi na transfer listu jer je htio otići iz kluba. Tadašnji trener John Gregory ga je pokušao zadržati, ali je Southgate otišao u ljeto 2001.
Tada je Middlesbrough angažirao novog trenera Stevea McLarena a upravo je Southgate bio prvi igrač kojeg je doveo u klub 9. srpnja 2001. Vrijednost transfera iznosila je 6,5 milijuna GBP. Ondje se brzo aklimatizirao te je već u debitantskoj sezoni dobio nagradu za igrača godine a pritom nije zaradio niti jedan žuti karton.
Nakon što je Paul Ince napustio klub 2002., Southgate je postao novi klupski kapetan te je s klubom u veljači 2004. osvojio Liga kup koji je ujedno i prvi trofej u Middlesbroughovoj povijesti. Iste sezone igrač je zadobio tešku ozljedu ligamenata koljena. Tijekom tog razdoblja pojavile su se glasine kako bi Gareth mogao otići u Manchester United kao zamjena za Rija Ferdinanda koji je u siječnju iste godine izbjegao testiranje na droge. Međutim, glasine su se kasnije pokazale lažnima.
Svoju posljednju utakmicu u dresu Middlesbrougha, Gareth Southgate je odigrao 10. svibnja 2006. u finalu Kupa UEFA protiv španjolske Seville. Klub je tu utakmicu izgubio s visokih 4:0 a Southgate je odigrao cijeli susret. To je ujedno bio i kraj Soutgateove igračke karijere.

## Reprezentativna karijera
Gareth je za Englesku debitirao u prosincu 1995. u susretu protiv Portugala. Izbornik Terry Venables uveo ga je na popis reprezentativaca za EURO 1996. na kojem je Southgate igrao značajnu ulogu za Gordi Albion. Reprezentacija je stigla do polufinala turnira protiv Njemačke gdje se pitanje pobjednika odlučivalo na jedanaesterce. Upravo se Garethov promašaj pokazao ključnim za engleski poraz i gubitak nastupa pred domaćom publikom u finalu EURA.
Igrač je za reprezentaciju nastupio na još jednom europskom (2000.) te dva svjetska (1998. i 2002.) prvenstva. Posljednju utakmicu u nacionalnom dresu odigrao je 31. ožujka 2004. u susretu protiv Švedske.
U devet godina igranja za Englesku, Southgate je skupio 57 nastupa te je zabio dva pogotka i to protiv Luksemburga i Južnoafričke Republike.

#### Pogoci za reprezentaciju
| #  | Datum               | Mjesto                 | Protivnik  | Rezultat | Natjecanje                 |
| -- | ------------------- | ---------------------- | ---------- | -------- | -------------------------- |
| 1. | 14. listopada 1998. | Luxembourg, Luksemburg | Luksemburg | 3:0      | Kvalifikacije za EURO 2000 |
| 2. | 22. svibnja 2003.   | Durban, JAR            | JAR        | 2:1      | Prijateljska utakmica      |

## Trenerska karijera
Gareth Southgate je odmah po prekidu igračke karijere preuzeo klupu Middlesbrougha od Stevea McClarena koji je napustio klub kako bi vodio englesku reprezentaciju. Samo imenovanje Southgatea za novog trenera kluba bilo je predmet kontroverzi jer nije imao potrebnu trenersku licencu za vođenje vrhunskog kluba (UEFA Pro Licence). Ipak, vodstvo Premier lige mu je dozvolilo da vodi klub do studenog 2006. dok je sam klub stao na njegovu stranu tvrdeći da je Southgate donedavno bio profesionalni nogometaš te nije imao vremena pohađati trenerske tečajeve.
Tijekom njegove debitantske sezone, Middlesbrough je osvojio respektabilno 12. mjesto u engleskom prvenstvu. Najveću trenersku pobjedu ostvario je u svibnju 2008. kada je Boro s visokih 8:1 ponizio Manchester City. Također, i sam Arsène Wenger ga je u prosincu 2007. opisao kao "dovoljno dobrog kandidata za engleskog izbornika".
U kolovozu 2008. je proglašen premijerligaškim trenerom mjeseca što je za klub prva nagrada nakon sedam godina i Terryja Venablesa koji je istu nagradu dobio 2001. Southgateu je dodijeljena 12. rujna 2008.
Zbog loših rezultata tijekom sezone 2008./09., Middlesbrough je u svibnju 2009. ispao u drugu ligu kao pretposljednji na tablici sa svega 32 osvojena boda (kao i WBA sa začelja). Pad u niži rang postao je evidentan nakon 2:1 poraza protiv West Ham Uniteda. Nakon ispadanja Middlesbrougha, Southgate je izjavio da je odlučan u namjeri da ostane u klubu te se bori za povratak u Premier ligu. Pritom je pohvalio klupske navijače te rekao da se suosjeća s njima nakon debakla Boroa.
20. listopada 2009. svega dva sata nakon 2:1 pobjede nad Derby Countyjem u Championshipu, Southgate je otpušten iz kluba. Odluka klupskog vodstva je protumačena kao kontroverzna jer je Middlesbrough bio svega jedan bod zaostatka za vodećom momčadi na tablici.
Poslije toga, Southgatea je engleski nogometni savez zaposlio u siječnju 2011. kao voditelja odjela za razvoj kvalitetnih mladih igrača gdje je radio zajedno sa sir Trevorom Brookingom. U srpnju 2012. odlučio je napustiti tu poziciju te mu je isti dan potvrđeno da ga nogometni savez neće imenovati za novog tehničkog direktora.

## Privatni život
Gareth Southgate je u braku sa suprugom Alison s kojom ima dvoje djece.
S dobrim prijateljem i bivšim West Hamovim golmanom Andyjem Woodmanom je napisao knjigu: "Woody & Nord: A Football Friendship". Ona govori o njihovom zajedničkom prijateljstvu još iz juniorskih dana u Crystal Palaceu. Knjiga je 2004. osvojila British Sports Book Awards u kategoriji najbolje autobiografije kao i Sporting Book of the Year Award. Već sljedeće godine Southgate je dao svoj doprinos u zbirci poezije: "Roary & Friends".

## Vanjske poveznice
- National Football Teams.com